# Васе Суми
Васе Суми е български революционер от арумънски произход, гевгелийски войвода на Вътрешната македоно-одринска революционна организация.

## Биография
Суми е роден в градчето Боймица. Влиза във ВМОРО и става гевгелийски войвода. Загива през пролетта на 1906 година заедно с трима свои четници в сражение с турска войска край село Ливада в Паяк.